# 橫台山

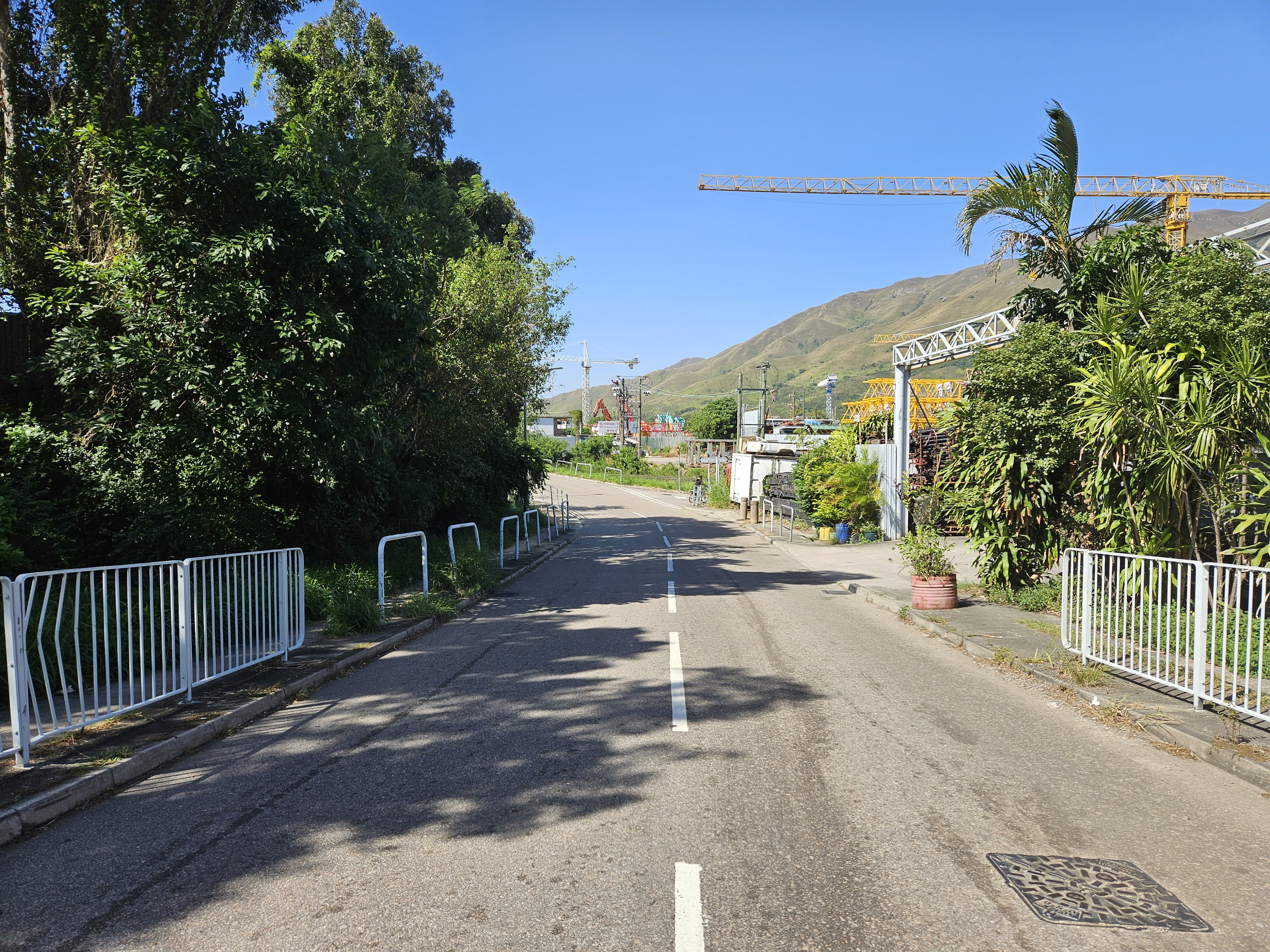
橫台山散村路

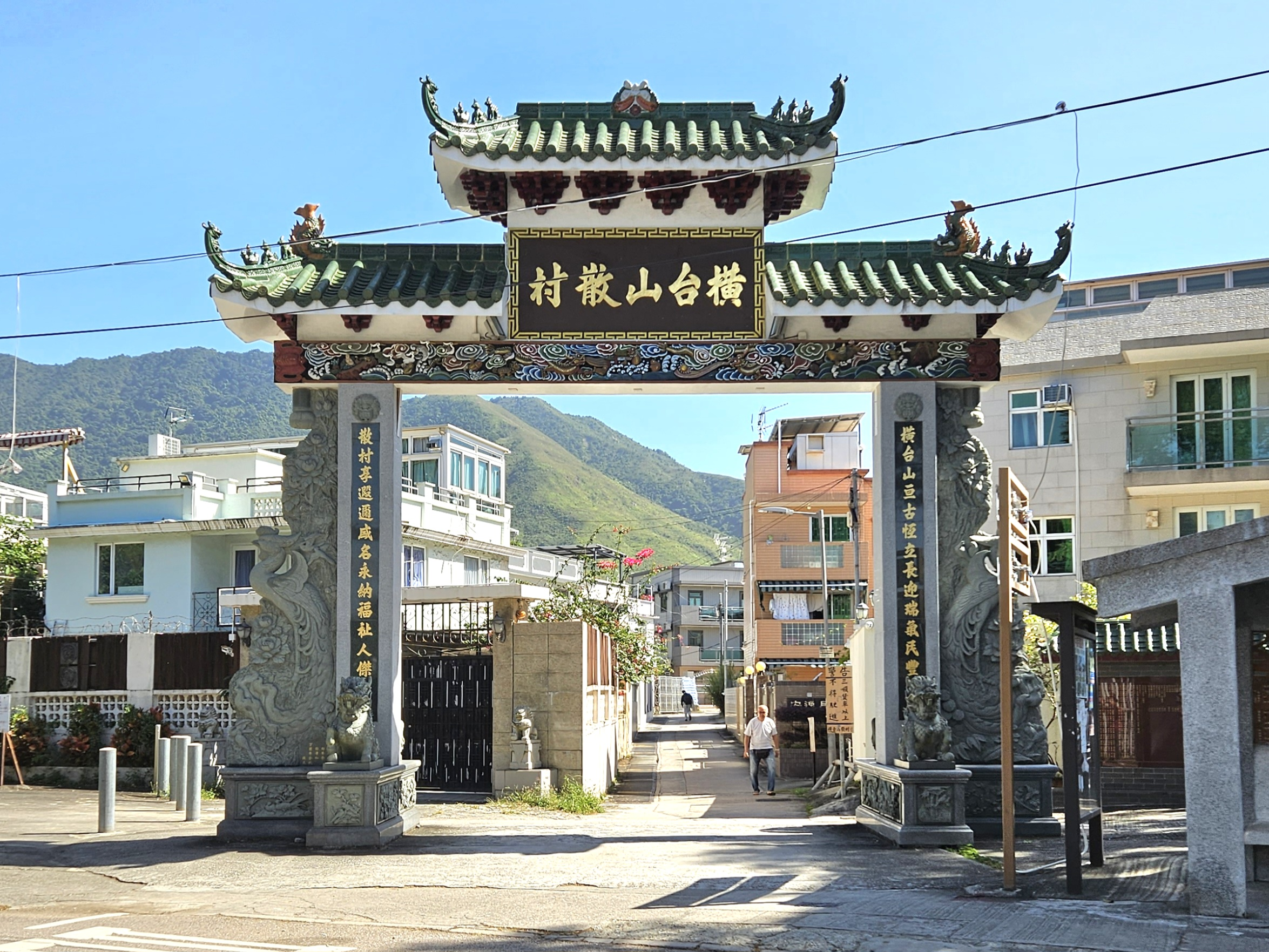
橫台山散村牌坊

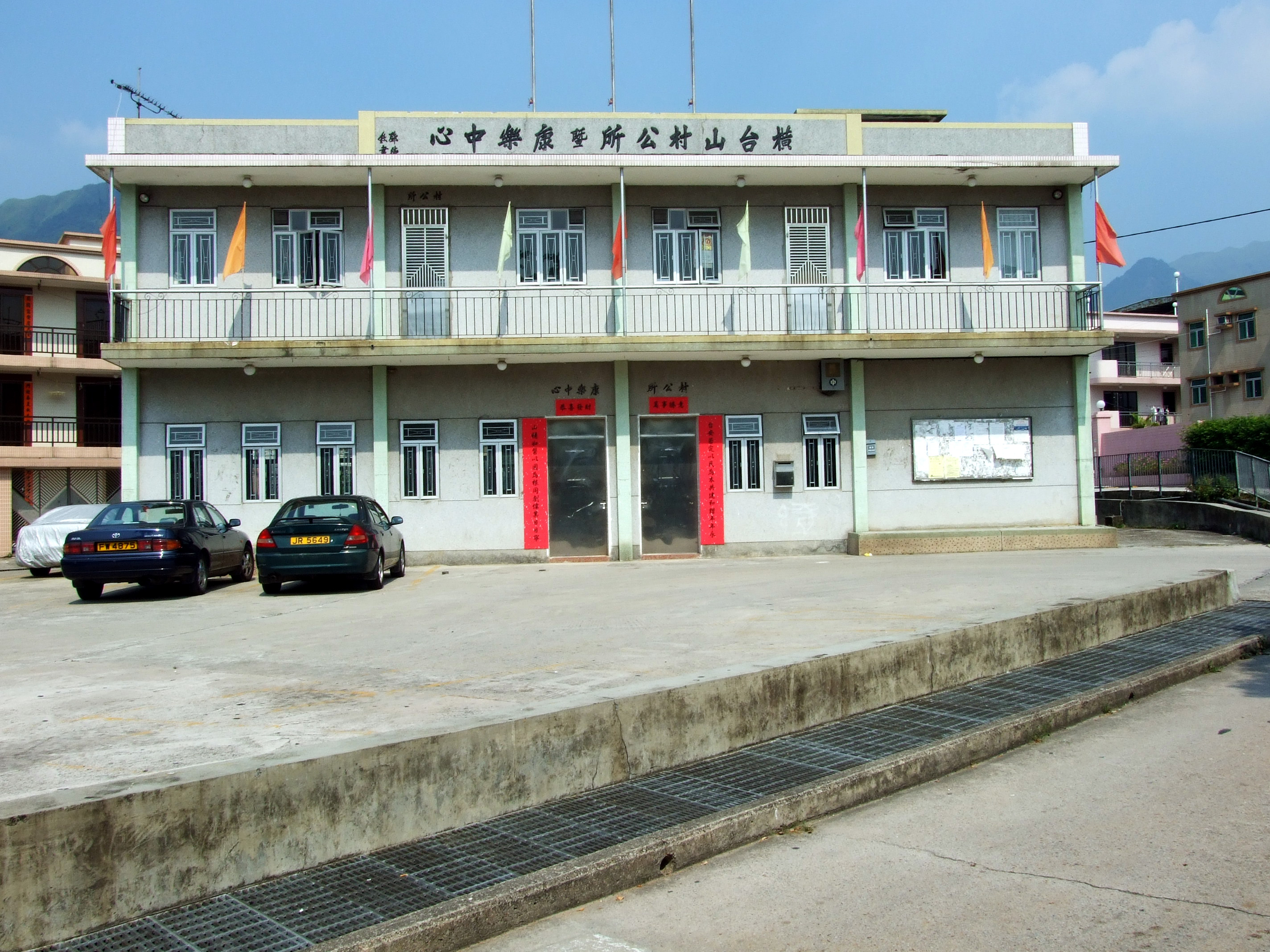
橫台山村公所暨康樂中心

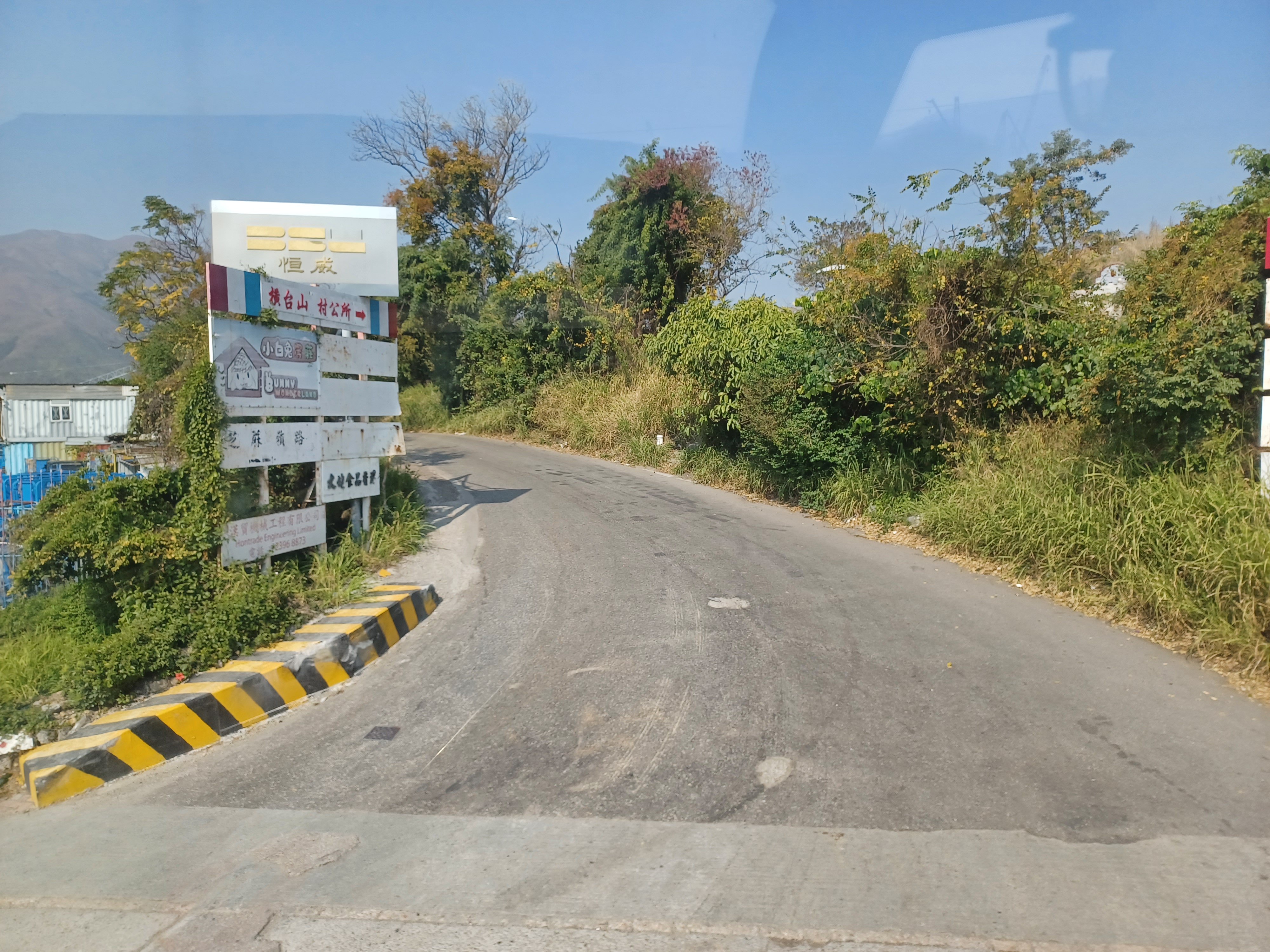
芝蔴嶺路

橫台山（英語：Wang Toi Shan）是香港新界元朗區八鄉的一個鄉村地區，位於粉錦公路與錦田公路之間，具有多條以橫台山為首的原居民村落，包括：橫台山下新屋、橫台山永寧里、橫台山河瀝背、橫台山紅毛潭、橫台山散村、橫台山新村、橫台山邱屋村、橫台山梁屋村及橫台山羅屋村。除此之外，橫台山尚有一條非原居民村落─橫台山菜園村 。